# Nghệ thuật biểu diễn trên đường phố

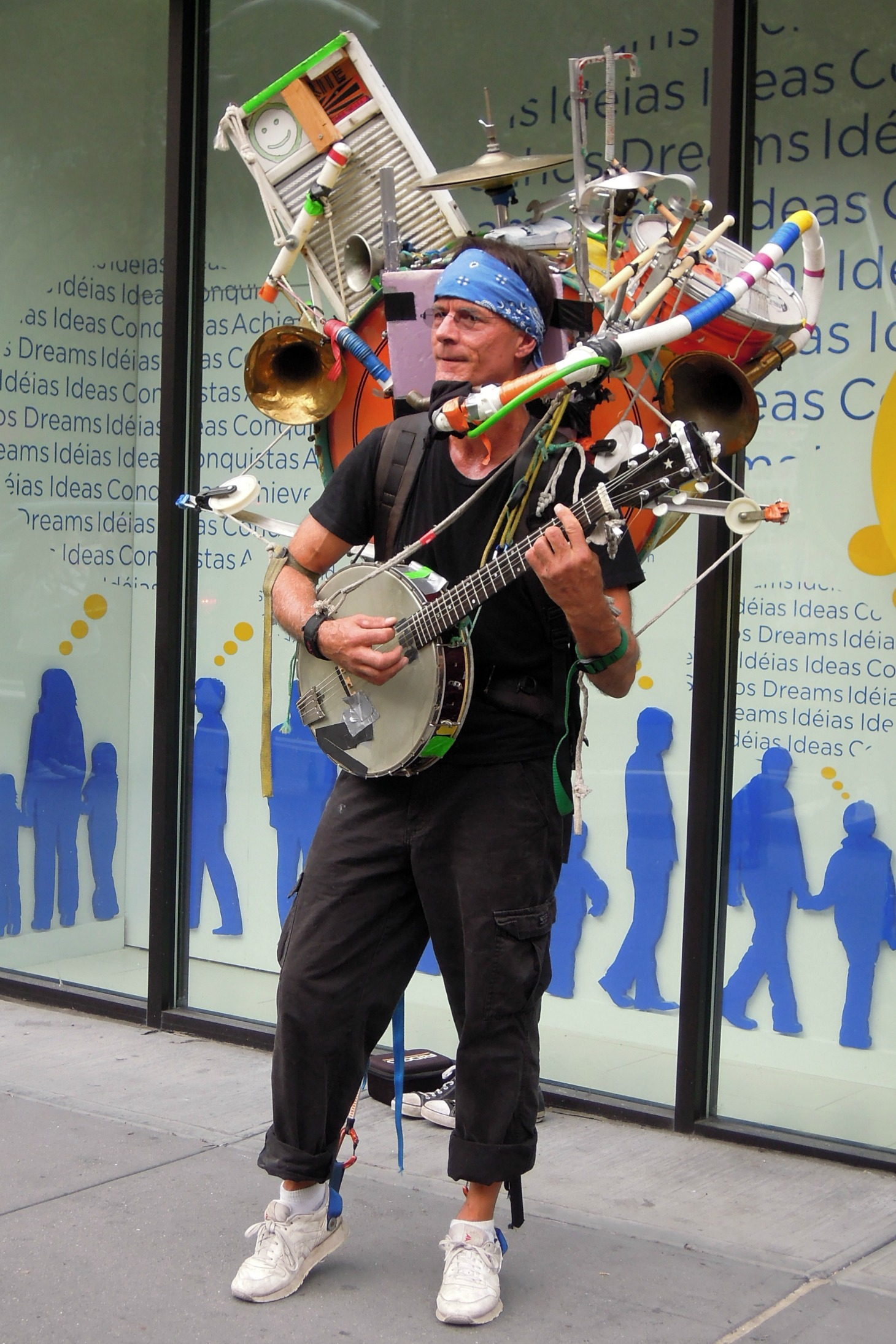
Jeffrey Masin, "ban nhạc một người" (One-man band), một người biễu diễn đường phố tại thành phố New York với những nhạc cụ của một ban nhạc

Nghệ thuật biểu diễn trên đường phố hoặc gọi tắt là "Biểu diễn đường phố" hoặc Nghệ thuật đường phố (mặc dù trong tiếng Anh, nghệ thuật đường phố -Street art- có định nghĩa thu hẹp hơn) là hành động biểu diễn ở những nơi công cộng hoặc trên đường phố để nhận được quà thưởng từ khách qua đường hoặc đôi khi chỉ để mua vui không cần thưởng. Ở nhiều quốc gia, phần thưởng thường bằng tiền nhưng các khoản thưởng khác như thực phẩm, thức uống hoặc quà tặng cũng có thể được trao. Nghệ thuật biểu diễn trên đường phố được thực hành trên khắp thế giới và có từ thời cổ đại. Trước kia còn được gọi là hát dạo, hát rong, xiếc dạo, diễn rong. Những người tham gia vào thực hành này được gọi là người biểu diễn đường phố, nghệ sĩ đường phố hoặc người hát dạo.

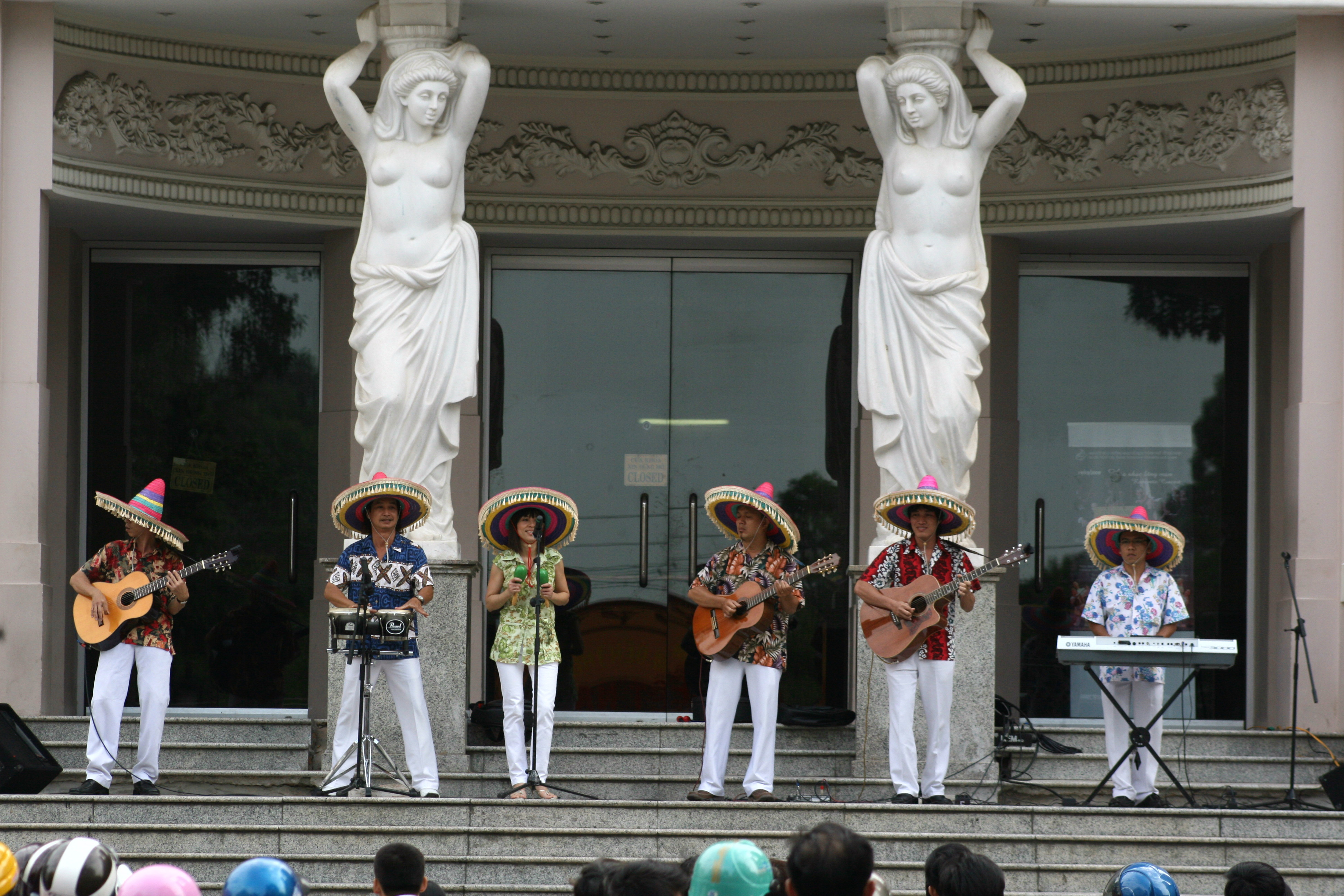
Một buổi biểu diễn tại bậc thềm phía trước Nhà hát lớn thành phố Hồ Chí Minh trước công trường Lam Sơn

Người biểu diễn có thể làm bất cứ điều gì mà mọi người xem có thể thấy vui hay là giải trí. Người biểu diễn có thể làm nhào lộn, thủ thuật với động vật, làm bong bóng xoắn, làm chú hề, hài kịch, múa dẻo, ảo thuật, nhảy múa, ca hát, hát rong, kỹ năng múa lửa, xiếc, bói toán, tung hứng, bắt chước, làm bức tượng sống, biểu diễn âm nhạc, sân khấu đường phố, kịch, múa rối, kể chuyện hoặc đọc thơ hay văn xuôi, nói bằng bụng,.... Ngoài ra còn có những kỹ năng mỹ thuật và nghệ thuật đường phố như vẽ tranh biếm họa, hí họa, phác họa, vẽ tranh tường, Graffiti, tạo hình 3D, trình chiếu video, thiết kế đô thị,...
Một số thành phố hoặc quốc gia có thể có những quy định riêng cho việc biểu diễn trên đường phố thuộc khu vực quản lý. Một số thành phố khuyến khích biểu diễn đường phố ở các khu vực cụ thể, ưu tiên cho những người biểu diễn được chính phủ phê duyệt và thậm chí có lịch trình biểu diễn.
Trong cuốn sách của mình, Underground Harmonies: Music and Politics in the Subways of New York năm 1995, các nghiên cứu xã hội học của Susie J. Tanenbaum cho thấy ở những nơi mà nghệ sĩ đường phố thường xuyên biểu diễn, tỷ lệ tội phạm có khuynh hướng giảm xuống, và những người có trình độ học vấn cao thường có xu hướng có nhìn nhận tích cực về người biểu diễn đường phố hơn so với những người có trình độ học vấn thấp hơn. Susie J. Tanenbaum cũng cho là biểu diễn đường phố là một ‘nghi thức thành thị’ (urban ritual), thách thức những quy phạm chúng ta hiểu về không gian công cộng bằng cách thúc đẩy sự tương tác, tụ họp, tinh thần dân chủ, và cả những cuộc gặp gỡ thân tình trong những môi trường xa cách và thường nhật nhất.
Ketch Secor của ban nhạc Old Crow Medicine Show đã từng nói năm 2012: "Chúng tôi thích chơi cho đám đông lớn, và mục tiêu luôn luôn là mọi người phải trả một chút ít tiền để đến và nhìn thấy chúng tôi. Tất cả bắt đầu từ các góc phố, và điều đó vẫn rất kết nối với những gì chúng tôi làm. Đó là một trải nghiệm âm nhạc hợp lệ. Hát dạo là một hành động rất khiêm tốn và dũng cảm, phải có can đảm để làm tốt. Nó cũng cho biết về năng lượng âm nhạc đang sống bên ngoài trong một thành phố... Bạn có thể đi ngay bên cạnh nó ngay trước mặt bạn. Chắc chắn, với một số người, bạn chỉ là một người lạ với bàn tay của mình chìa ra, vì vậy đôi khi hát dạo (busking) có thể là phong vũ biểu tuyệt vời của xã hội. Bạn có thể đánh giá bạn sống với ai trên trái đất..."

## Lịch sử
Đã có những buổi biểu diễn ở những nơi công cộng để nhận tiền thưởng trong mọi nền văn hóa lớn trên thế giới, có niên đại từ thời cổ đại. Đối với nhiều nghệ sĩ, biểu diễn đường phố là phương tiện phổ biến nhất để có việc làm và cơ hội biểu diễn trước khi có sự ra đời của phương tiện ghi âm và điện tử cá nhân. Các máy quay nhạc organ thường được tìm thấy trong những ngày xưa tại châu Âu.
Hát dạo và biểu diễn rong (Busking) là phổ biến trong một số người Di-gan. Có nhiều đoạn đề cập đến sự lãng mạn của âm nhạc Digan, vũ công và thầy bói được tìm thấy trong tất cả các hình thức thơ ca, văn xuôi và truyền thuyết. người Di-gan đã đưa từ Busking này sang Anh bằng cách di chuyển dọc theo bờ biển Địa Trung Hải đến Tây Ban Nha và Đại Tây Dương và sau đó lên phía bắc đến Anh và phần còn lại của châu Âu.
Về mặt từ nguyên học, thuật ngữ busking bằng tiếng Anh lần đầu tiên được ghi nhận vào khoảng giữa những năm 1860 ở Anh. Động từ to busk, từ từ ngữ busker, xuất phát từ từ buscar gốc tiếng Tây Ban Nha, với ý nghĩa "tìm kiếm". Từ buscar từ tiếng Tây Ban Nha lần lượt phát triển từ ngữ hệ Ấn-Âu bhudh-skō ("để giành chiến thắng, chinh phục"). Từ ngữ này được sử dụng cho nhiều hoạt động đường phố và cũng là tiêu đề của một cuốn sách nổi tiếng của Tây Ban Nha về một trong số đó, El Buscón (xuất bản năm 1626). Ngày nay, từ này vẫn được sử dụng trong tiếng Tây Ban Nha nhưng chủ yếu là có nghĩa xuống hạng cho phụ nữ bán dâm trên đường phố, hoặc phụ nữ tìm cách là tình nhân riêng của những người đàn ông đã có vợ.
Hát dạo ở Pháp thời trung cổ được biết đến bởi các thuật ngữ troubadour (người hát thơ) và jongleur. Ở miền bắc nước Pháp, chúng được gọi là trouvere. Người hát dạo ở Đức cũ được biết đến như Minnesinger và Spielleute. Ở Nga, những người đi hát dạo được gọi là skomorokh và lịch sử được ghi lại xuất hiện đầu tiên của họ vào khoảng thế kỷ thứ 11. Một số người Troubadour thời Trung Cổ nổi tiếng như Aimeric de Peguilhan, Arnaut de Mareuil, Arnaut Guilhem de Marsan, Cercamon, Gaucelm Faidit, Guilhem de Saint-Leidier, Marcabru, Peire Cardenal, Peire Espanhol, Peire Raimon de Tolosa, Perceval Doria, Raimbaut d'Aurenga, Folquet de Marselha (sau trở thành giám mục), Guiraut Riquier, Tremoleta, Peire Vidal, và Trobairitz (nữ) như là Iseut de Capio, Lombarda.
Tại Hoa Kỳ, ngành bán thuốc dạo đã tăng phát triển trong thế kỷ 19. các người bán thuốc dạo đã đi khắp nơi để cung cấp bán thuốc trừ sâu, "thuốc bổ"'và potion (nước bùa) để "cải thiện sức khỏe". Họ thường sẽ sử dụng các hoạt động giải trí và biểu diễn như một cách để làm cho khách hàng chú ý hơn. Sau những buổi biểu diễn này, họ sẽ xin tiền hay là rao bán thuốc.
Âm nhạc dân gian luôn là một phần quan trọng trong bối cảnh hát dạo tại Mỹ. Quán cà phê, nhà hàng, quán bar và quán rượu là một trụ cột chính của hình thức nghệ thuật này. Hai trong số các ca sĩ dân gian nổi tiếng hơn là Woody Guthrie và Joan Baez. Các nhạc sĩ nhạc Blues lưu động xuất phát từ vùng đồng bằng Mississippi của Hoa Kỳ vào khoảng đầu những năm 1940 trở đi, B.B. King là một ví dụ nổi tiếng đến từ những gốc rễ này. Một số nghệ sĩ nổi danh cũng đã từng biểu diễn trên đường phố như Benjamin Franklin, Josephine Baker, Tracy Chapman, The Kelly Family, Joshua Bell, Guy Laliberté, George Michael,
Rod Stewart, Rodrigo y Gabriela, Hayley Westenra,...
Tại Việt Nam, nhiều nghệ sĩ đã thành danh từ hát dạo như Út Bạch Lan, Mạc Can. Trước đây, còn thịnh hành "Sơn Đông mãi võ", cách gọi các nhóm lưu động bán thuốc gia truyền cao đơn hoàn tán, rượu thuốc, và múa võ, lúc đầu xuất xứ từ môn võ Bắc Thiếu Lâm ở tỉnh Sơn Đông bên Trung Quốc. Ngày nay, thường có những nhóm nhảy và hát tại các phố đi bộ tại Hà Nội và TP Hồ Chí Minh.

## Hình ảnh

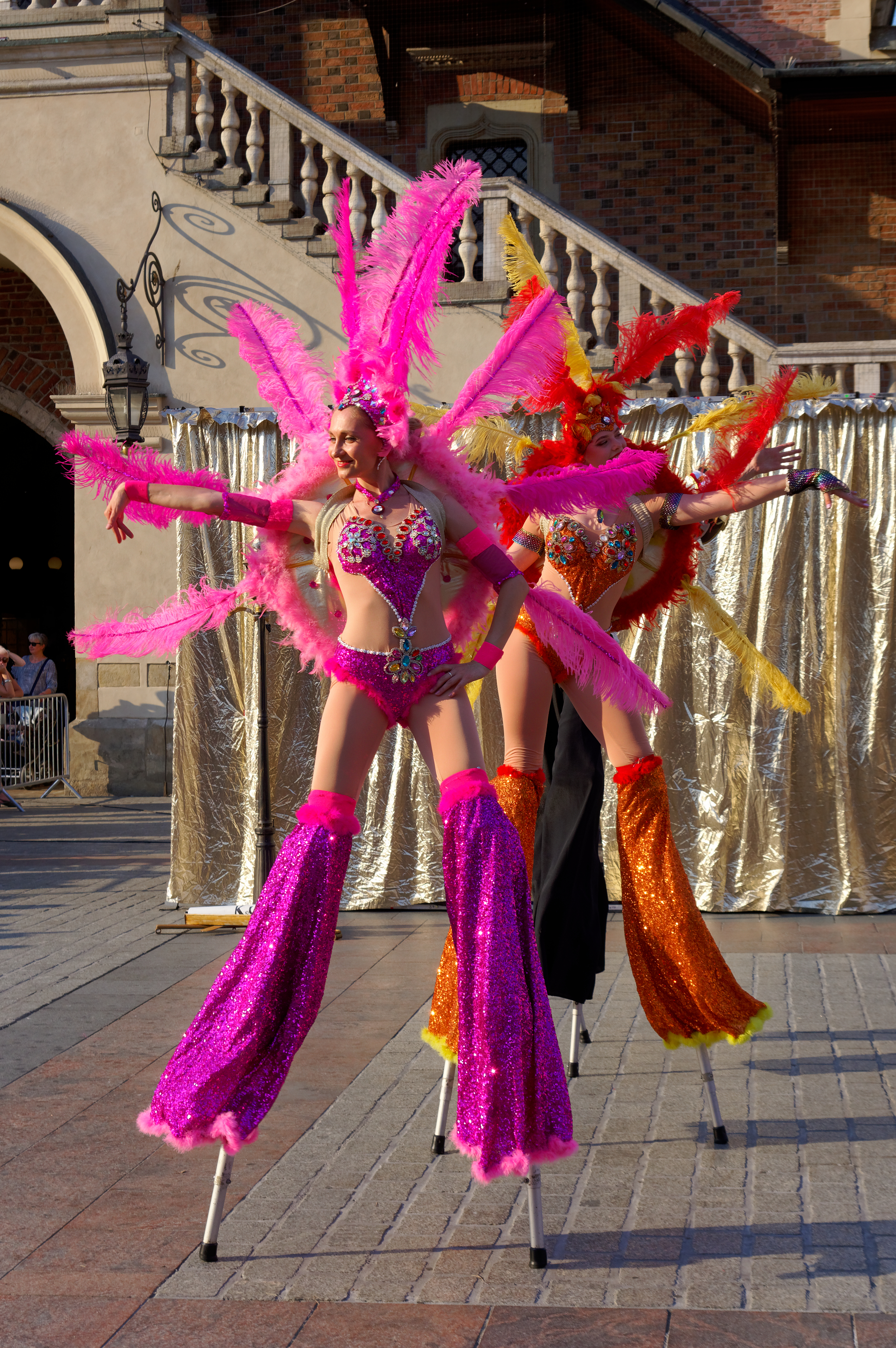
ULICA - Liên hoan Quốc tế của Sân khấu Đường phố ở Kraków năm 2018
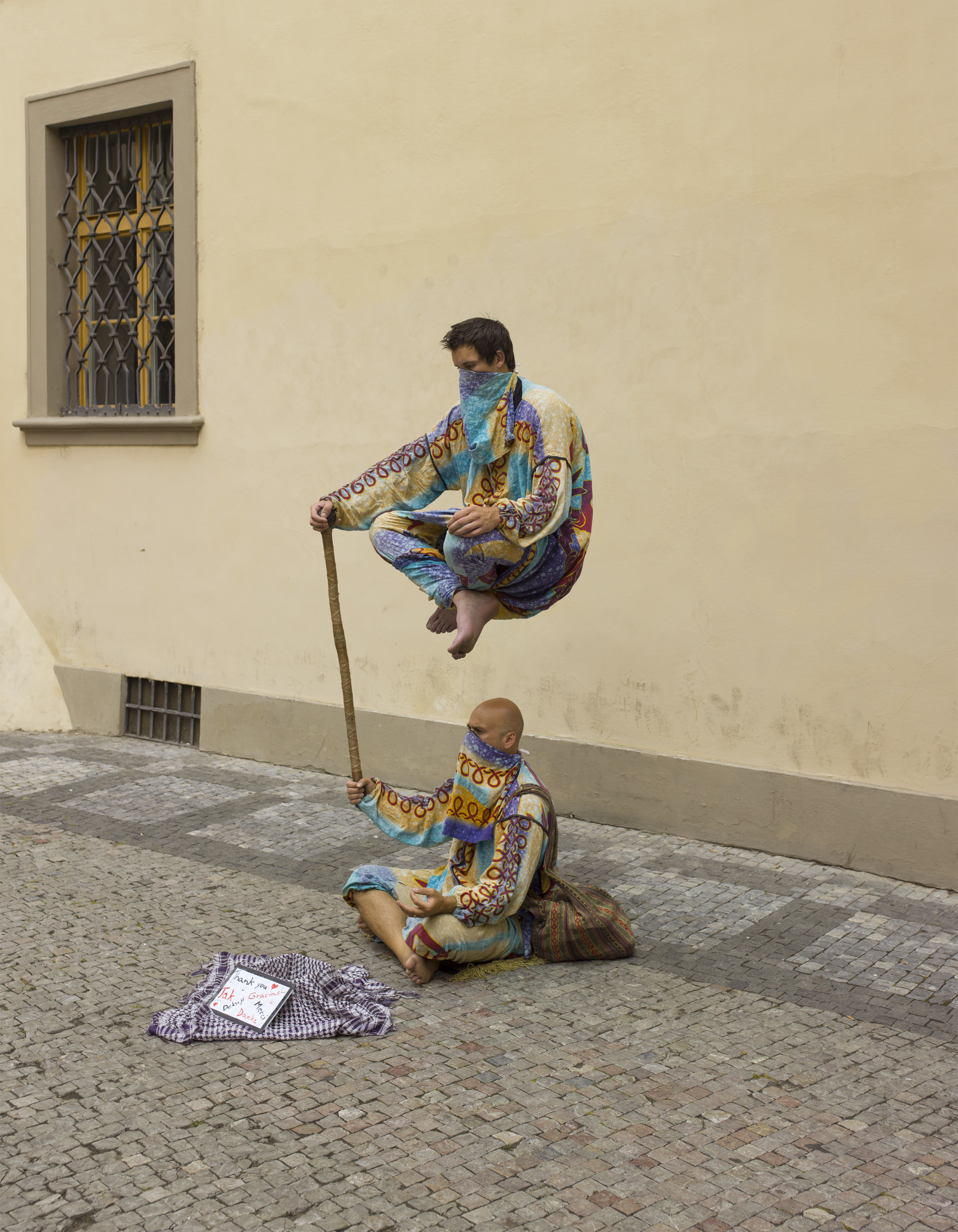
Xiếc đường phố tại Séc
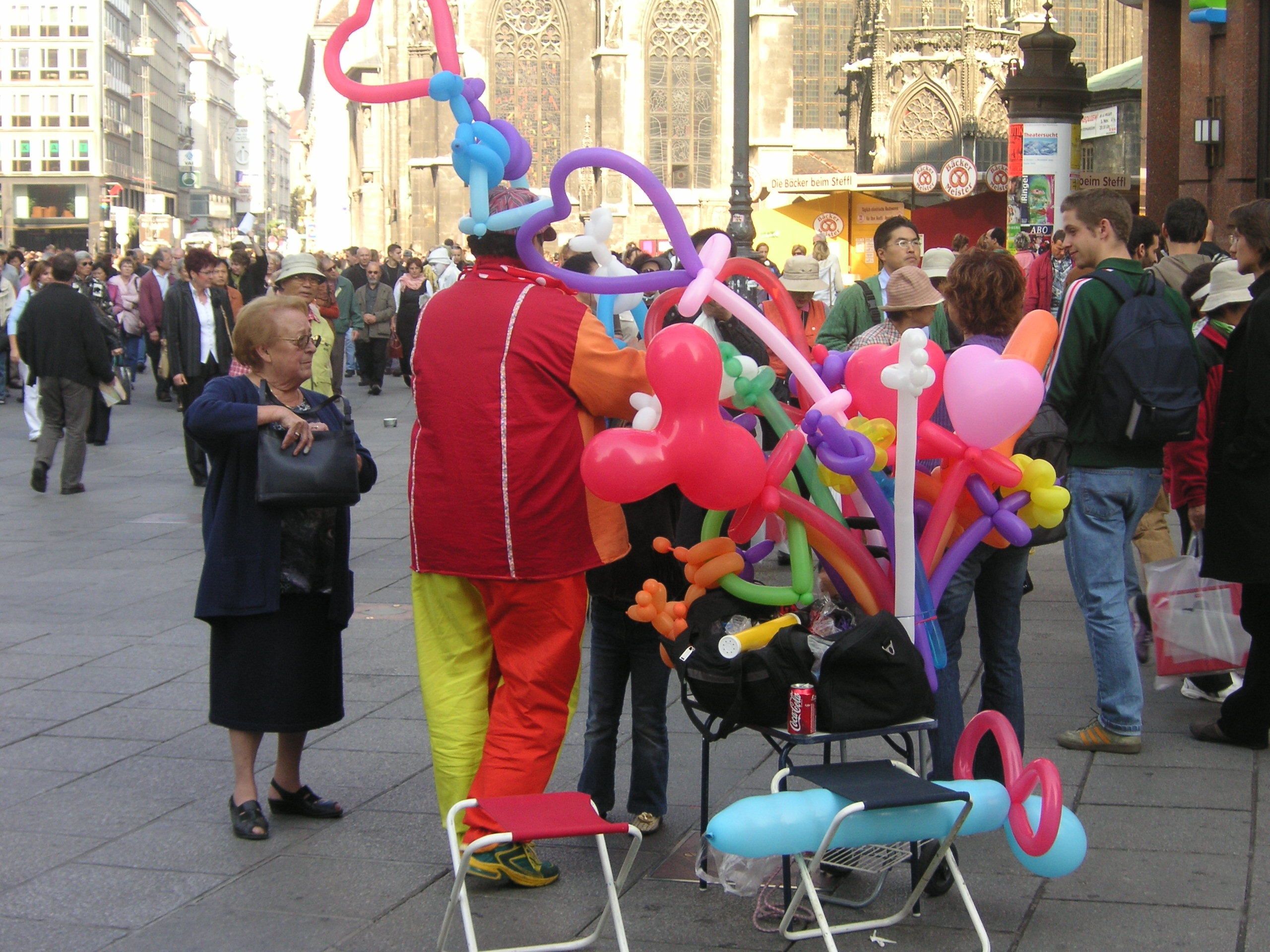
Làm bóng xoắn và bán bong bóng
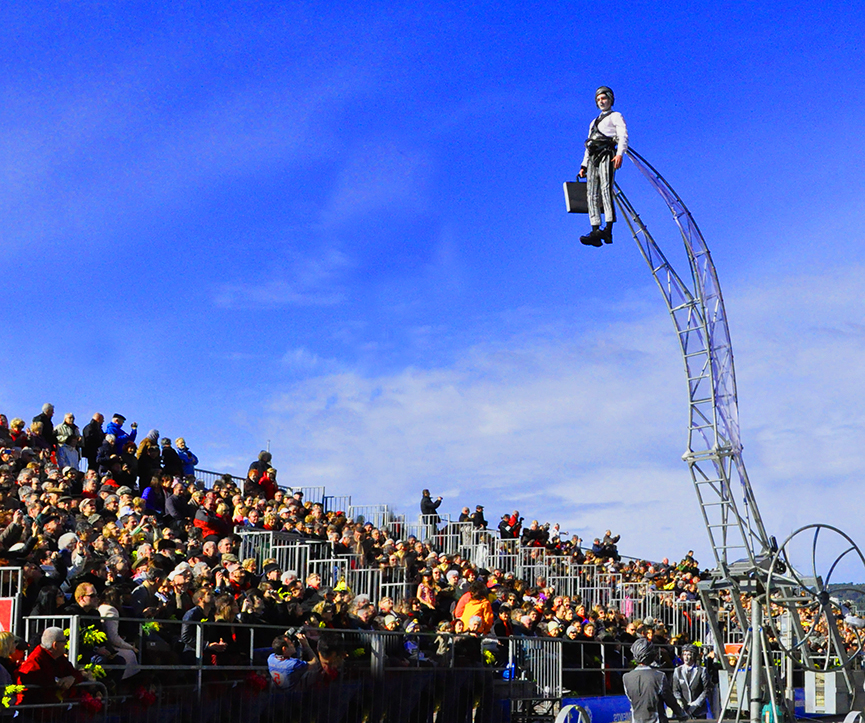
Close-Act Theatre, Hà Lan
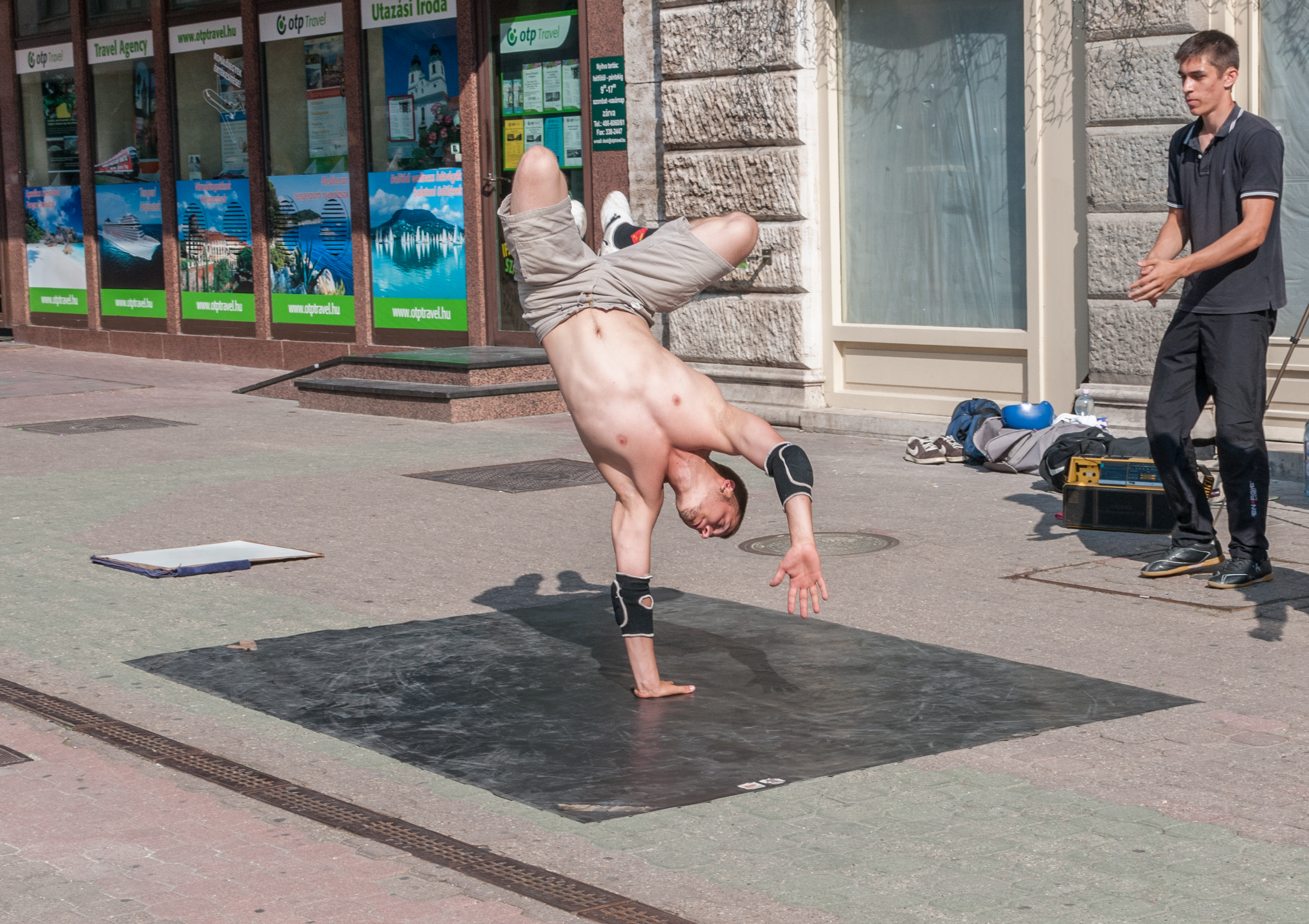
Nhào lộn trên đường phố Budapest, Hungary.
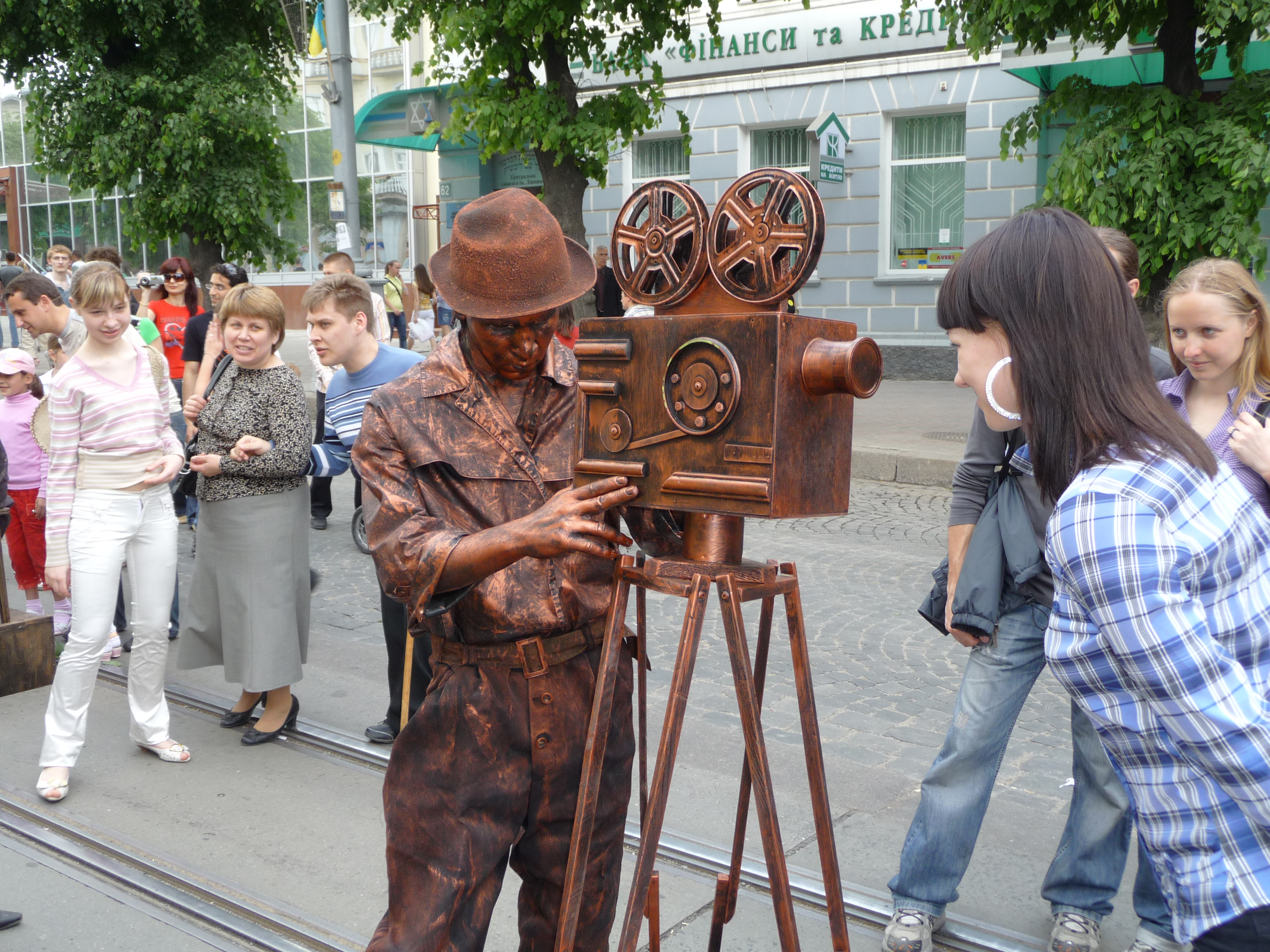
Làm tượng sống tại Vinnytsia
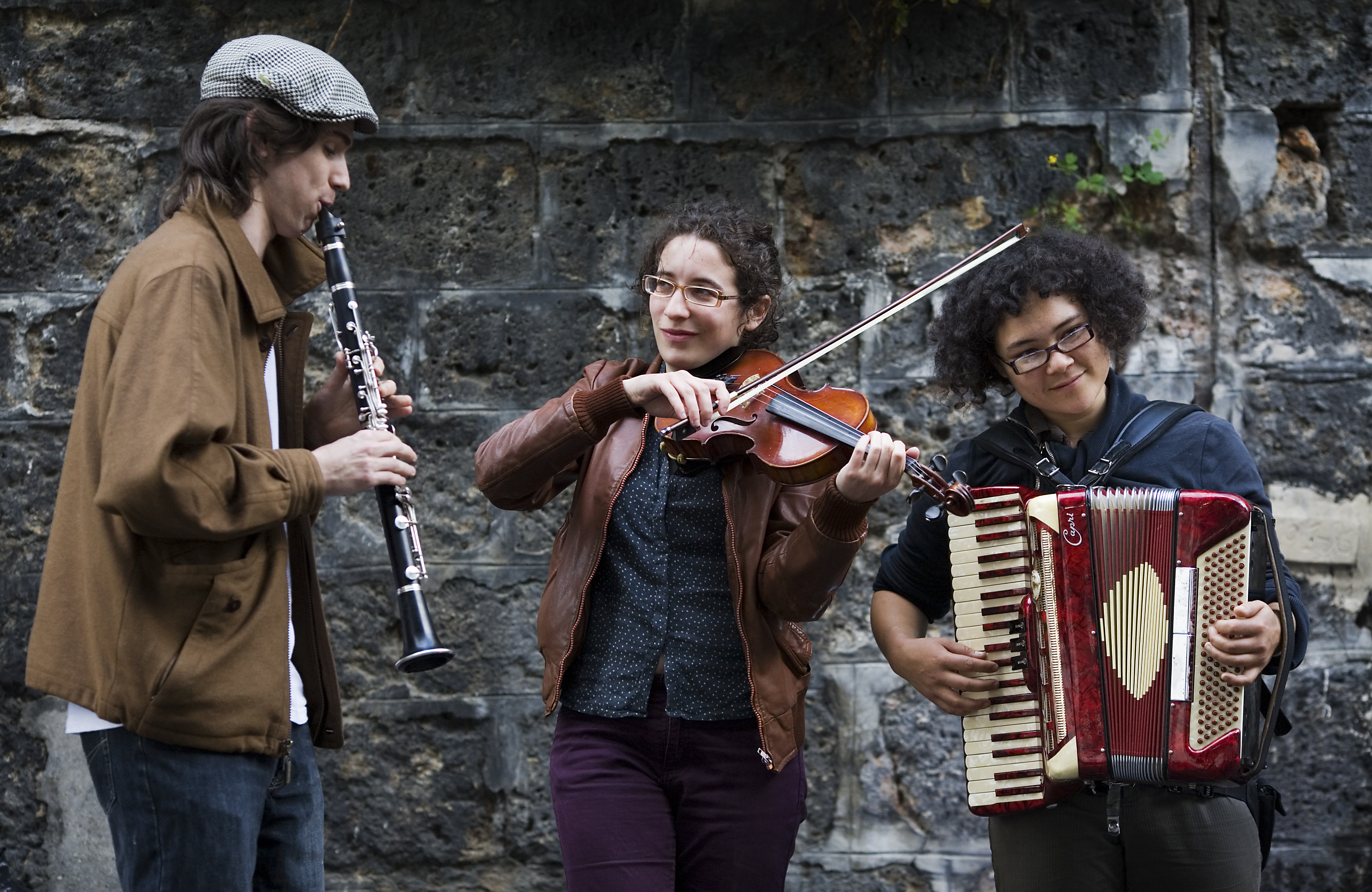
Biểu diễn âm nhạc tại Montmartre, Paris
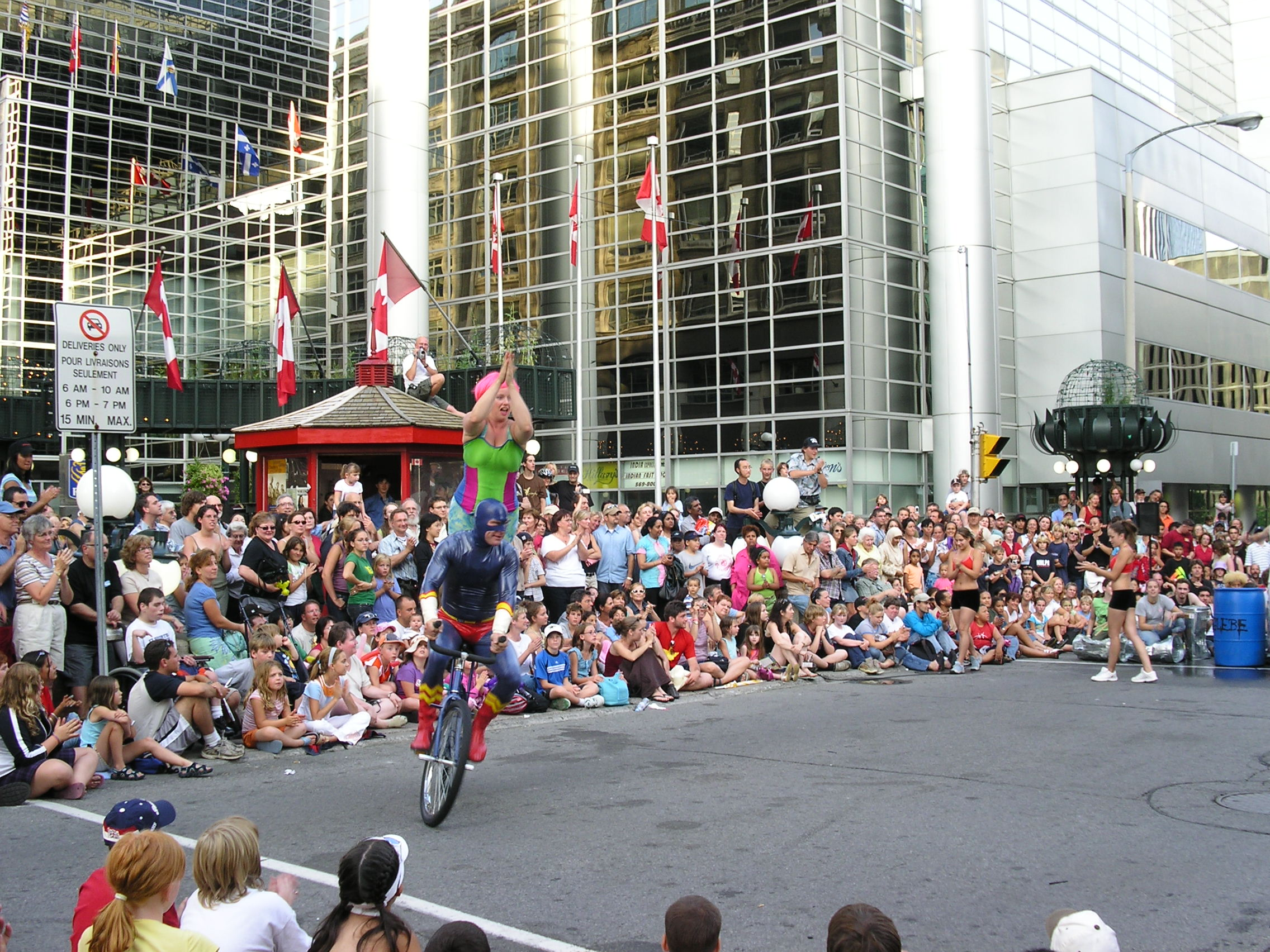
Xiếc tại Buskers Festival 2005, Ottawa, Canada.
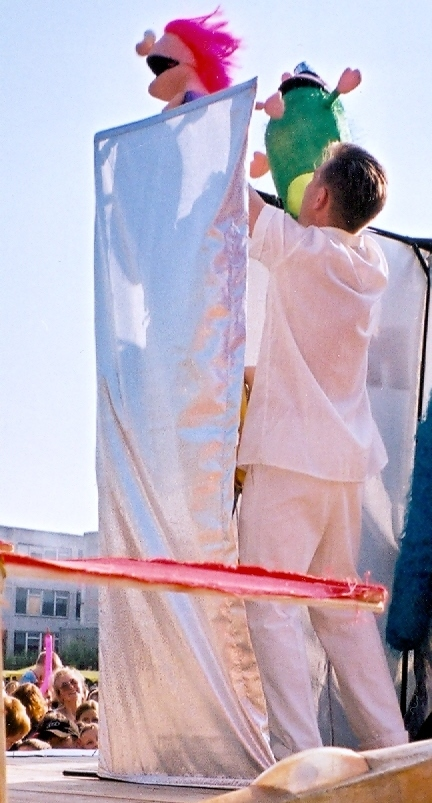
Múa rối ở Nga
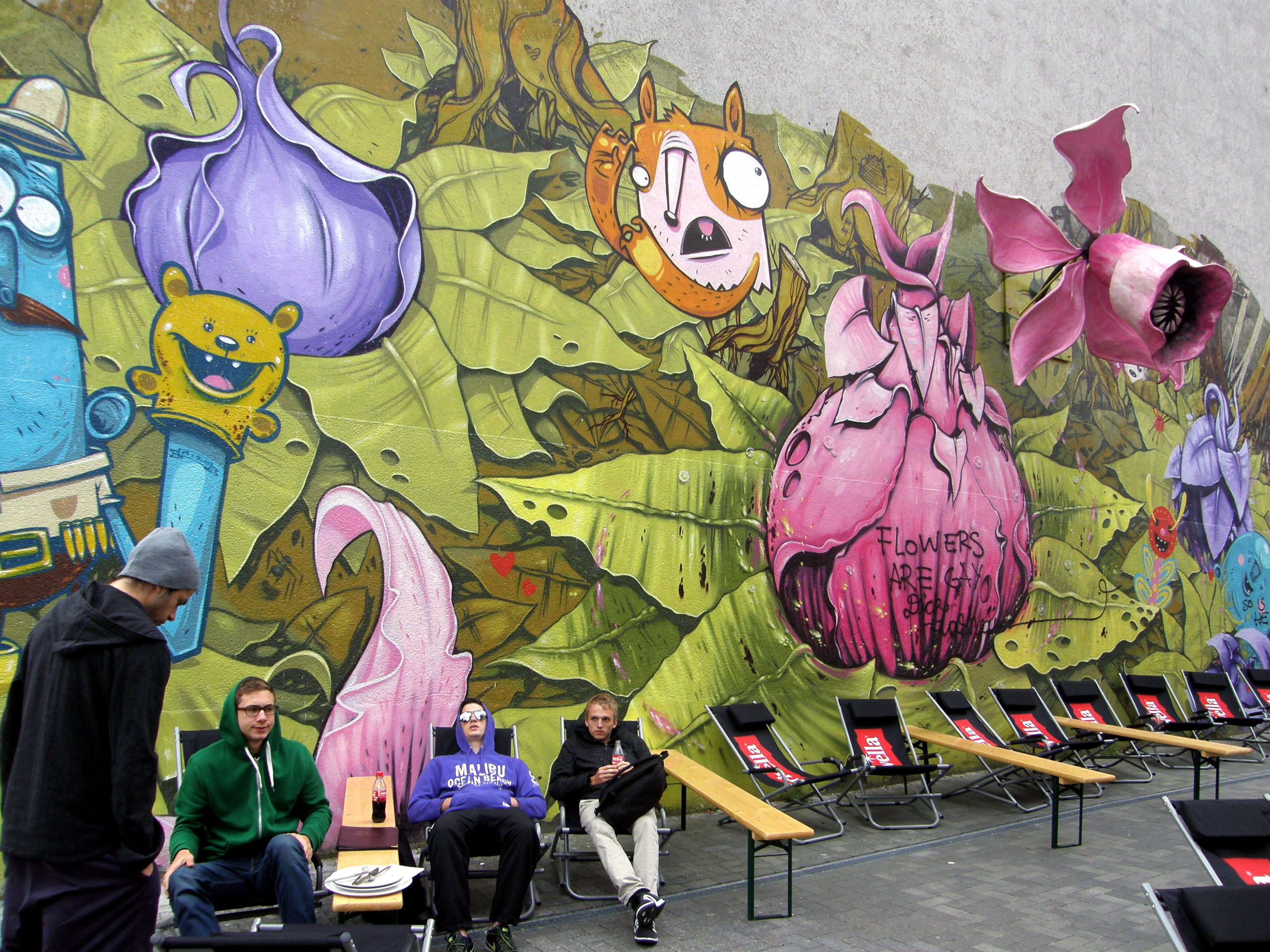
Graffiti ở Berlin Kreuzberg
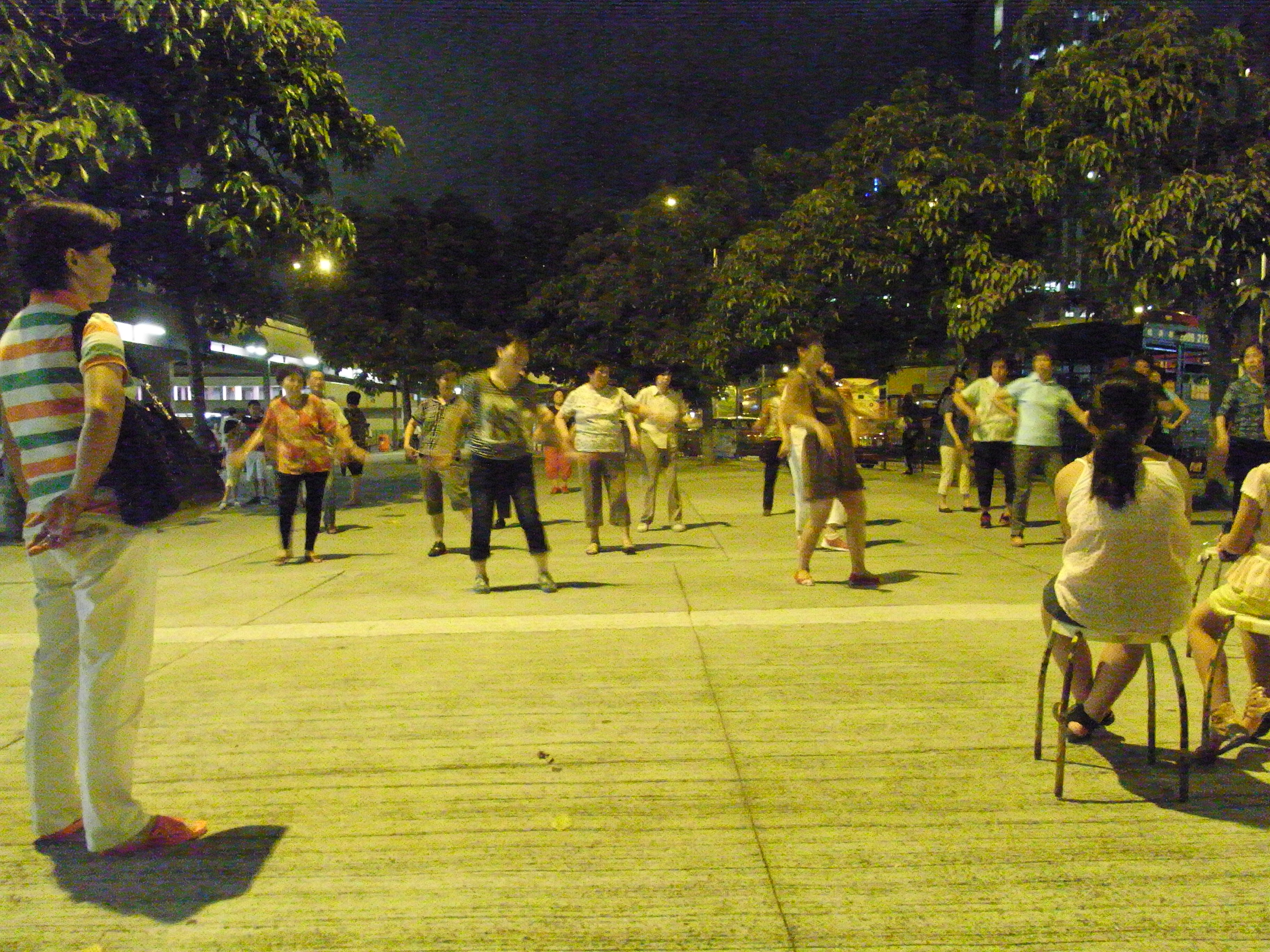
Nhảy para-para ở Hong Kong
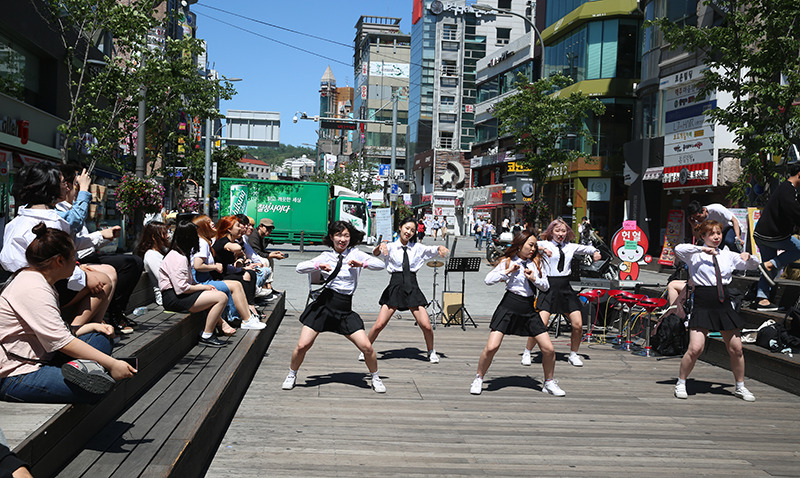
Nhảy ở Phố đi bộ Seoul